# Bergens filharmoniska orkester
Bergens Filharmoniska Orkester (BFO) är en symfoniorkester i Bergen. 
Orkestern som tidigare hette Musikselskabet Harmoniens orkester, kan spåra sin historia tillbaka till 1765 och är den ena av Norges två nationalorkestrar. BFO är också en av världens äldsta orkestrar. Orkestern håller de flesta av sina konserter i Grieghallen i Bergen, men turnerar också i och utanför Norge. 

## Konstnärliga ledare
- 1820–1827 Mathias Lundholm
- 1827–okänt Ferdinand Giovanni Schediwy
- 1855–1856 Otto Lübert
- 1856–1859 Ferdinand A. Rojahn
- 1859–1862 August Christian Johannes Fries
- 1862–okänt Amadeus Wolfgang Maczewsky
- 1873–okänt Richard Henneberg
- 1879–1880 Herman Levy
- 1880–1882 Edvard Grieg
- 1892–1893 Washington Magnus
- 1893–1899 Johan Halvorsen
- 1899–1907 Christian Danning
- 1908–1948 Harald Heide
- 1948–1952 Olav Kielland
- 1952–1958 Carl von Garaguly
- 1958–1961 Arvid Fladmoe
- 1964–1985 Karsten Andersen
- 1985–1990 Aldo Ceccato
- 1990–1998 Dmitri Kitajenko
- 1999–2002 Simone Young
- 2003–2015 Andrew Litton
- 2015–             Edward Gardner

## Priser och utmärkelser
- 1991 – Spellemannprisen i klassen "Orkester- og kormusikk" för albumet Grieg: Piano Konsert/Liszt: Piano Konsert Nr.2 med Leif Ove Andsnes som solist.[1]
- 2007 – Spellemannprisen i klassen "Klassisk musikk" för albumet Prokofiev: Romeo & Juliet [1]
- 2015 – Gammleng-prisen i klassen "Kunstmusikk"[2]